# Павлівська сільська рада (Вільнянський район)
Па́влівська сільська́ ра́да — орган місцевого самоврядування Павлівської сільської ОТГ Вільнянського району Запорізької області.

## Загальні відомості
Сільська рада розташована в центральній частині Вільнянського району Запорізької області.
Історична дата утворення: в 1958 році. Водоймища на території, підпорядкованій даній раді: р. Вільнянка.
У 2016 році створена Павлівська об'єднана територіальна громада, до якої увійшли населені пункти Павлівської та Семененківської сільських рад.
30 квітня 2017 року пройшли перші місцеві вибори до Павлівської сільської ради об'єднаної територіальної громади.

## Склад ради
Рада складається з 14 депутатів та голови.

### Керівний склад ради
| ПІБ                           | Основні відомості                                                                  | Дата обрання | Дата звільнення |
| ----------------------------- | ---------------------------------------------------------------------------------- | ------------ | --------------- |
| Мусієнко Наталя Олександрівна | Сільський голова, 1964 року народження, освіта, член Соціалістичної партії України | 26.03.2006   | 31.10.2010      |
| Плахотя Катерина Василівна    | Сільський голова, 1962 року народження, освіта вища, позапартійна                  | 31.10.2010   | 25.11.2015      |
| Клименко Анатолій Васильович  | Сільський голова, 1978 року народження, освіта вища, позапартійний                 | 25.11.2015   |                 |

Примітка: таблиця складена за даними джерела